# Station Schendelbeke
Station Schendelbeke is een spoorwegstation langs spoorlijn 90 (Denderleeuw - Jurbeke) in Schendelbeke, een deelgemeente van de stad Geraardsbergen.
Sinds de sluiting van de loketten in 2005 is Schendelbeke een typisch onbemande stopplaats geworden. Toen de spoorlijn Geraardsbergen - Aalst in 1855 opende kreeg Schendelbeke niet onmiddellijk een station. Dit werd pas later (1887) opgetrokken volgens het toen geldende standaardontwerp van de Groep-Namen (onder leiding van architect Robert). Rond het einde van de 20e eeuw is de rechtervleugel (met de wachtzaal) afgebroken omdat het gebouw toentertijd te ruim geworden was naar gebruik. Momenteel (maart 2022) staat het gebouw leeg na in gebruik geweest te zijn als woonhuis.
Schendelbeke is zoals gezegd een stopplaats: het telt 2 perrons, die volledig verhard en van het hoge type zijn. In het kader van het GEN-net, het Gewestelijk Express Net rond Brussel dat in 2015 deels ten voege ging, werden de perrons vernieuwd en verlengd in 2012. In totaal beschikt Schendelbeke over een viertal schuilhuisjes (type "Mechelen") gelijkmatig verspreid over de 2 perrons. Het station ligt in een flauwe bocht. Om de sporen over te steken is geen speciale infrastructuur voorzien, reizigers dienen de nabijgelegen overweg te gebruiken.
De plaats waar zich vroeger de rechtervleugel van het stationsgebouw bevond is momenteel ingenomen door een uiterst gelimiteerde parking (een vijftal plaatsen). Deze parking is eigenlijk te beperkt voor een station van die grootte, vaak nemen pendelaars daarom de omliggende straten in beslag. In 2006 werd tevens een nieuwe fietsenstalling in gebruik genomen.

## Galerij

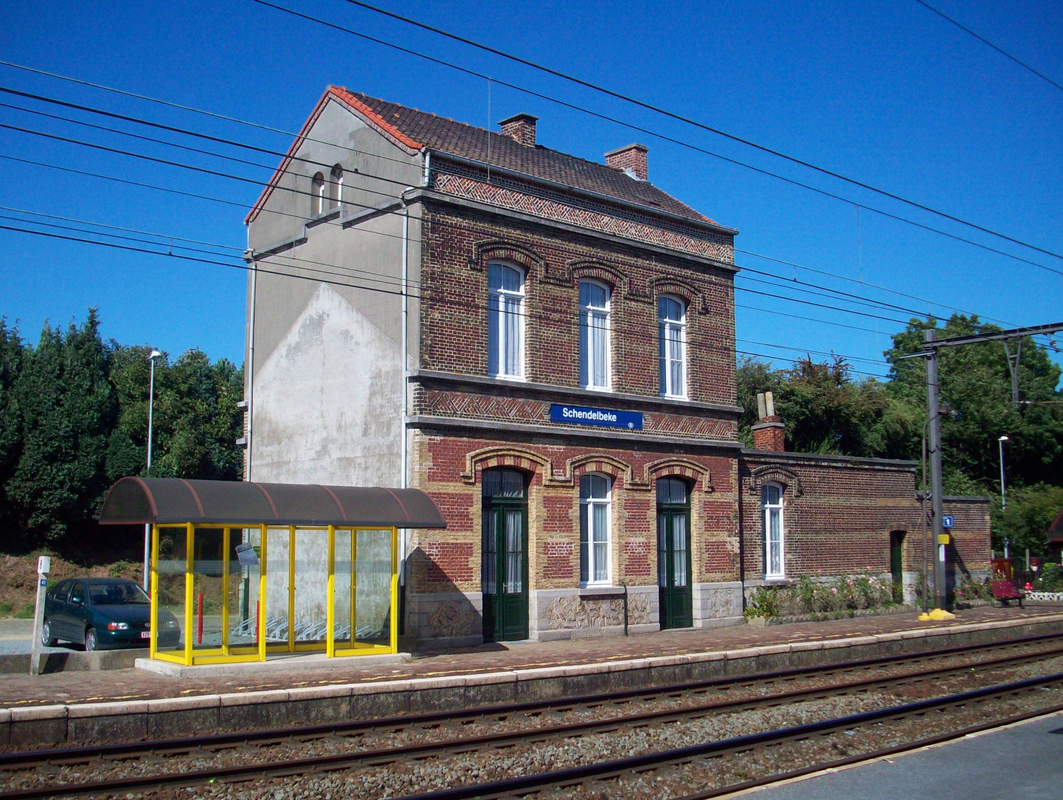
Het station in 2009
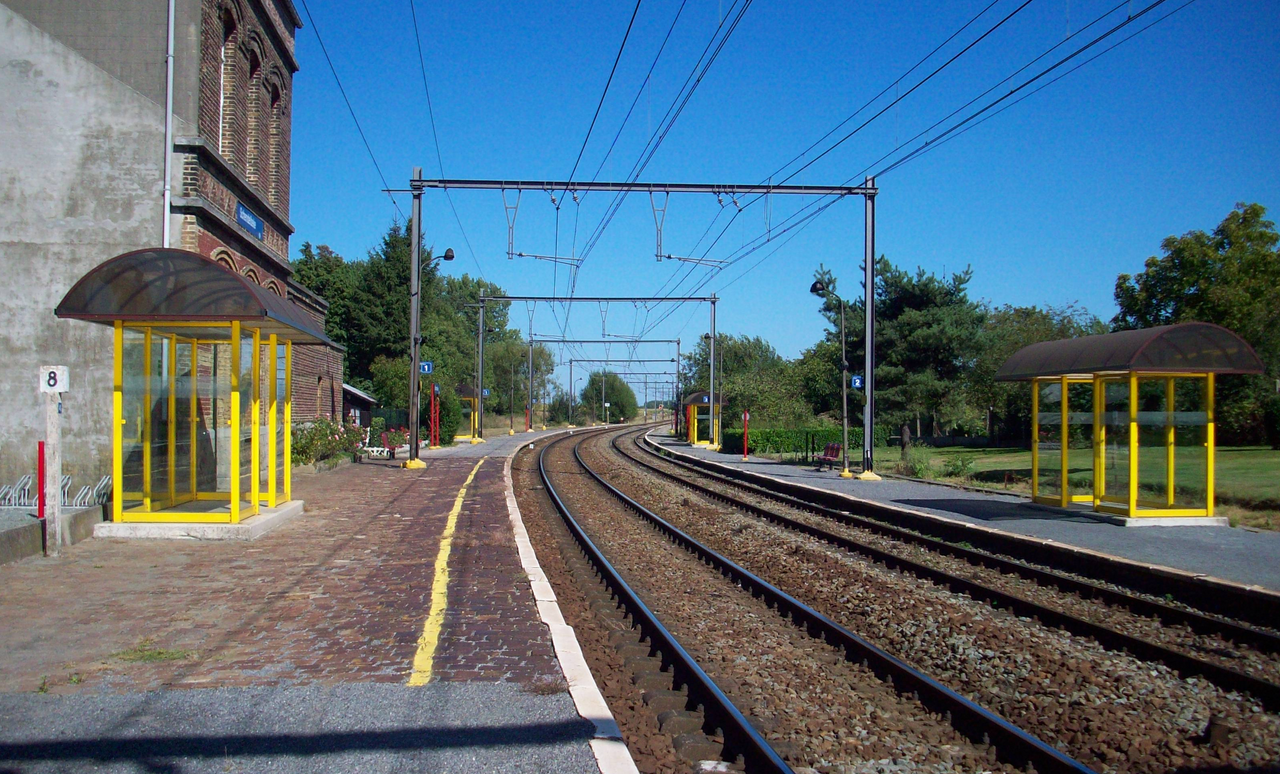
Zicht op de perrons
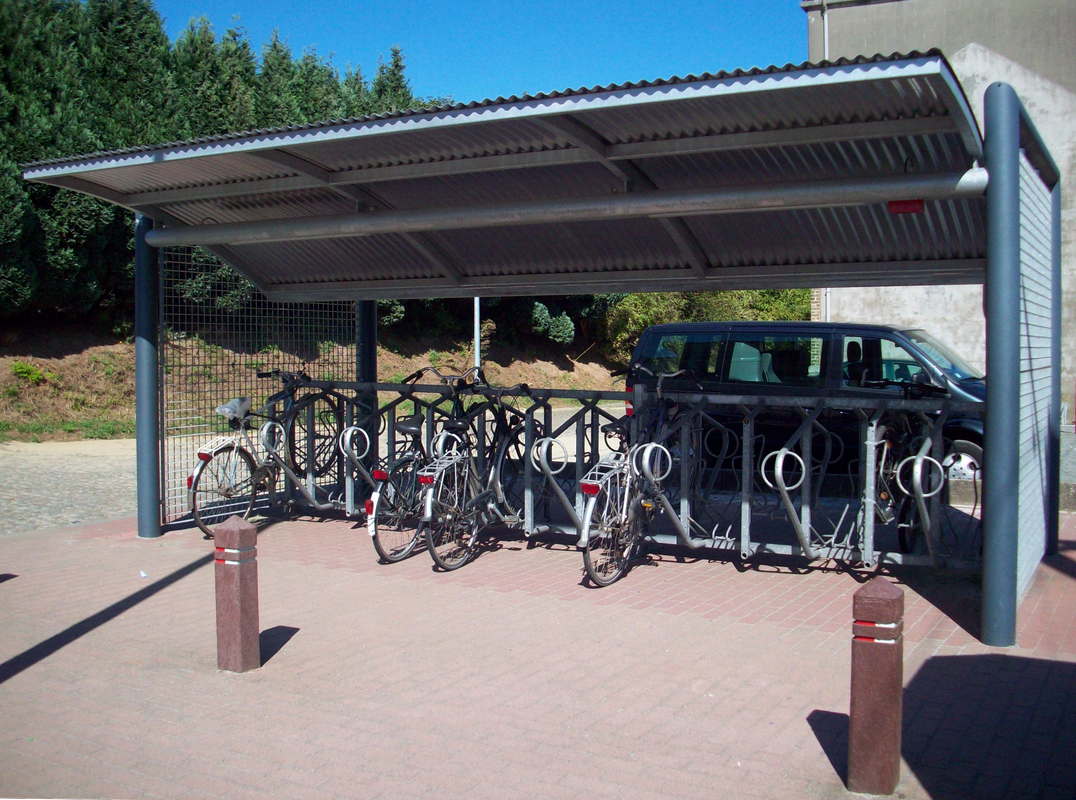
Fietsenstalling
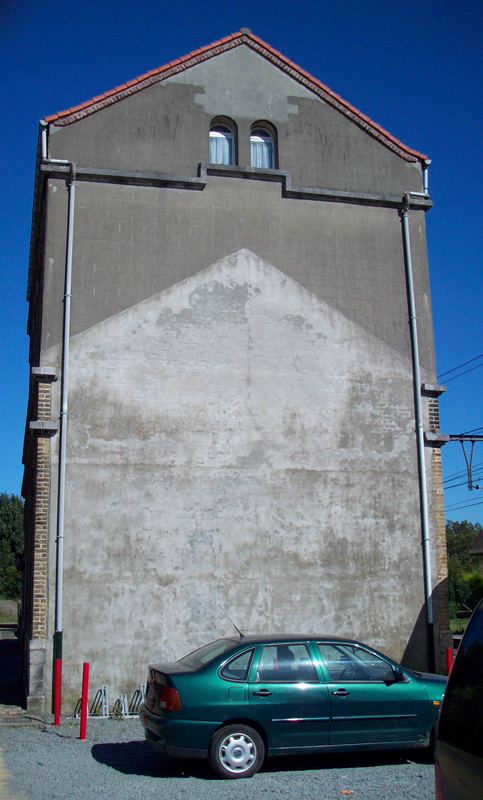
Zijgevel van het voormalige station waaraan duidelijk te zien is dat er vroeger een rechtervleugel aanwezig was

## Treindienst
| Serie       | Treinsoort          | Route                                                           | Bijzonderheden                                                        |
| ----------- | ------------------- | --------------------------------------------------------------- | --------------------------------------------------------------------- |
| S 6         | GEN (NMBS)          | Zottegem – Denderleeuw – Schendelbeke – Geraardsbergen          | Rijdt alleen op werkdagen. Tijdens de spits een rit vanaf Oudenaarde. |
| P 7970/8970 | Piekuurtrein (NMBS) | Geraardsbergen – Schendelbeke – Denderleeuw – Gent-Sint-Pieters | Rijdt alleen op werkdagen.                                            |

## Reizigerstellingen
De grafiek en tabel geven het gemiddeld aantal instappende reizigers weer op een week-, zater- en zondag.
| Tabel: aantal instappende reizigers station Schendelbeke | Tabel: aantal instappende reizigers station Schendelbeke | Tabel: aantal instappende reizigers station Schendelbeke | Tabel: aantal instappende reizigers station Schendelbeke |
|                                                          | Weekdag                                                  | Zaterdag                                                 | Zondag                                                   |
| -------------------------------------------------------- | -------------------------------------------------------- | -------------------------------------------------------- | -------------------------------------------------------- |
| 1977                                                     | 422                                                      | 70                                                       | 49                                                       |
| 1978                                                     | 458                                                      | 82                                                       | 38                                                       |
| 1979                                                     | 408                                                      | 58                                                       | 32                                                       |
| 1980                                                     | 420                                                      | 65                                                       | 44                                                       |
| 1981                                                     | 463                                                      | 74                                                       | 71                                                       |
| 1982                                                     | 381                                                      | 55                                                       | 37                                                       |
| 1983                                                     | 394                                                      | 51                                                       | 39                                                       |
| 1984                                                     | 417                                                      | 52                                                       | 47                                                       |
| 1985                                                     | 369                                                      | 63                                                       | 85                                                       |
| 1986                                                     | 353                                                      | 80                                                       | 46                                                       |
| 1987                                                     | 342                                                      | 76                                                       | 47                                                       |
| 1988                                                     | 312                                                      | 66                                                       | 56                                                       |
| 1989                                                     | 312                                                      | 54                                                       | 46                                                       |
| 1990                                                     | 283                                                      | 44                                                       | 47                                                       |
| 1991                                                     | 310                                                      | 42                                                       | 38                                                       |
| 1992                                                     | 340                                                      | 49                                                       | 44                                                       |
| 1993                                                     | 261                                                      | 48                                                       | 37                                                       |
| 1994                                                     | 255                                                      | 43                                                       | 46                                                       |
| 1995                                                     | 243                                                      | 48                                                       | 61                                                       |
| 1996                                                     | 268                                                      | 99                                                       | 72                                                       |
| 1997                                                     | 268                                                      | 49                                                       | 28                                                       |
| 1998                                                     | 264                                                      | 46                                                       | 32                                                       |
| 1999                                                     | 177                                                      | 65                                                       | 40                                                       |
| 2000                                                     | 215                                                      | 52                                                       | 34                                                       |
| 2001                                                     | 208                                                      | 50                                                       | 22                                                       |
| 2002                                                     | 220                                                      | 40                                                       | 34                                                       |
| 2003                                                     | 221                                                      | 50                                                       | 25                                                       |
| 2004                                                     | 208                                                      | 42                                                       | 42                                                       |
| 2005                                                     | 216                                                      | 39                                                       | 45                                                       |
| 2006                                                     | 191                                                      | 39                                                       | 29                                                       |
| 2007                                                     | 188                                                      | 64                                                       | 24                                                       |
| 2008                                                     | -                                                        | -                                                        | -                                                        |
| 2009                                                     | 150                                                      | 50                                                       | 46                                                       |
| 2010                                                     | -                                                        | -                                                        | -                                                        |
| 2011                                                     | -                                                        | -                                                        | -                                                        |
| 2012                                                     | 168                                                      | 54                                                       | 34                                                       |
| 2013                                                     | 199                                                      | 51                                                       | 33                                                       |
| 2014                                                     | 184                                                      | 23                                                       | 23                                                       |
| 2015                                                     | 179                                                      | 56                                                       | 34                                                       |
| 2016                                                     | 188                                                      | 52                                                       | 28                                                       |
| 2017                                                     | 171                                                      | 61                                                       | 37                                                       |
| 2018                                                     | 207                                                      | 65                                                       | 47                                                       |
| 2019                                                     | 238                                                      | 58                                                       | 46                                                       |
| 2020                                                     | 159                                                      | 44                                                       | 35                                                       |
| 2021                                                     | -                                                        | -                                                        | -                                                        |
| 2022                                                     | 273                                                      | 125                                                      | 125                                                      |
| 2023                                                     | 306                                                      | 75                                                       | 70                                                       |
| 2024                                                     | 343                                                      | 116                                                      | 80                                                       |

0,0: Denderleeuw ·
1,9: Iddergem ·
4,4: Okegem ·
7,5: Ninove ·
10,2: Eichem ·
12,1: Appelterre ·
13,4: Zandbergen ·
16,1: Idegem ·
17,8: Schendelbeke ·
21,7: Geraardsbergen ·
23,2: Overboelare ·
26,3: Acren · 
28,7: Lessen ·
29,8: Houraing ·
31,8: Papignies ·
33,5: La Cavée ·
35,4: Rebaix ·
39,9: Aat ·
42,1: Maffle ·
45,0: Mévergnies-Attre ·
46,5: Brugelette ·
48,3: Cambron-Casteau ·
52,1: Lens ·
55,6: Jurbeke ·
58,0: Erbisœul ·
66,7: Baudour ·
71,8: Saint-Ghislain